# Jan Dušek (divadelní ředitel)
Jan Dušek (27. listopadu 1942 Vacov – 10. září 2020 České Budějovice) byl český pedagog, manažer a nejdéle sloužící divadelní ředitel v průběhu 100leté historie jediného profesionálního divadla na jihu Čech.

## Život

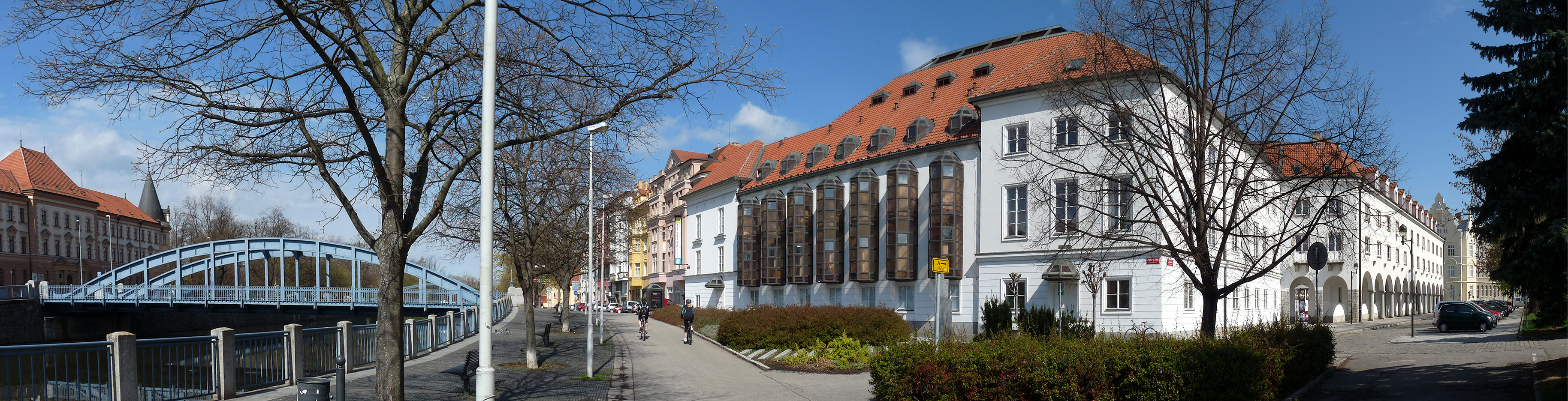
Jihočeské divadlo

Jan Dušek se narodil 27. listopadu 1942 v šumavském Vacově do rodiny živnostníka. Jeho otec byl cukrář a maminka v domácnosti. Již v dětství měl rád hudbu a do hudební školy ve Strakonicích jezdil s akordeonem na zádech. Vystudoval v Českých Budějovicích Pedagogickou školu, kde začal hrát i na klavír a na housle. Absolvoval povinnou vojenskou službu a pak krátce učil ve trojtřídce na Šumavě v Bohumilicích. Se svojí ženou Marií, která pocházela z Tábora, se do města husitů přestěhovali a společně nastoupili jako učitelé na základní devítiletou školu při Dětské psychiatrické léčebně v Opařanech. Příslušné vzdělání si doplnil dálkovým studiem speciální pedagogiky na Univerzitě Karlově v Praze.

### Divadelní ředitel
Po šesti letech působení v Opařanech získal konkurzem místo na táborském odboru kultury, odkud po dvou letech přešel do Divadla Oskara Nedbala (tehdy Ivana Olbrachta) v Táboře, kde byl čtyři roky ředitelem. Na návrh ředitele Jihočeského divadla v Českých Budějovicích, Milana Fridricha, byl v roce 1976 jmenován ředitelem Jihočeského divadla a Milan Fridrich se tak mohl plně věnovat své režijní práci. Stal se tehdy nejmladším divadelním ředitelem a šéfem manažerského typu v republice, Odborné vzdělání si doplnil studiem oboru produkce na Divadelní fakultě Akademie múzických umění v Praze. Po čase se s rodinou přestěhoval z Tábora do Českých Budějovic. Ve funkci divadelního ředitele, ve které úzce spolupracoval se šéfem činoherního souboru Otto Hradeckým, šéfem opery Karlem Noskem, šéfem baletu Milanem Hojdysem, šéfem výpravy Joanem Brehmsem a odbornými náměstky Vlastimilem Švestkou a Janem Nádravským, pracoval do roku 1991. Hrálo se v průměru jedno a půl představení denně. Hrálo se na scéně v historické budově, v divadelním sále Domu kultury Metropol, na otáčivém hledišti v Českém Krumlově, v Maškarním sále českokrumlovského zámku a na zájezdech po různých městech nejen Jihočeského kraje, ale i v zahraničí. Divadlo hrálo od roku 1981 i operní představení v letním amfiteátru v přírodním areálu Trocnov.
Jako ředitel se velmi snažil o vyřešení prostorových problémů zejména návrhem na výstavbu nové divadelní budovy, která byla již před lety plánovaná na Mariánském náměstí v České Budějovicích. Tuto aktivitu však pozastavil požár v divadelním sále Metropolu v roce 1983 a prioritou se tak stala rekonstrukce stávajících prostor. Proběhla jak oprava divadelního sálu Domu kultury Metropol, tak i rekonstrukce prostor historické budovy divadla podle projektu autorů Zdeňka Vávry a Jany Štefkové. Rekonstruovaná historická divadelní budova se veřejnosti otevřela v roce 1990. To již měl divadelní ředitel připravený návrh brněnských architektů na stavbu nové divadelní budovy, ve které by se umístily dvě scény a veškerá produkce. Projekt byl z větší části zaplacen ze sbírky občanů, která proběhla před rokem 1990 a finanční prostředky byly uloženy na zvláštním účtu v bance a zbytek byl dofinancován z rozpočtu Jihočeského krajského národního výboru. K výstavbě nové budovy na Mariánském náměstí již vzhledem ke zrušení krajů nedošlo. Po zrušení krajských územních celků odešel na vlastní žádost z funkce ředitele Jihočeského divadla. Za jeho ředitelování bylo v Jihočeském divadle přes 250 premiér na domovské scéně i před otáčivým hledištěm v Českém Krumlově a velký počet představení na dalších místech v republice a zahraničí. Divadelní soubory se zúčastňovaly domácích i zahraničních festivalů a přehlídek, např. v německém Meiningenu, polské Toruni , bulharském Gabrovu tehdejší jugoslávské Titově Užici, běloruském Gomelu, slovenské Banské Bystrici a Zvolenu. Polovina sedmdesátých let minulého století byla dobou normalizační. Nicméně herci Jihočeského divadla vzpomínají na tehdejší atmosféru v divadle v této době jako na ostrůvek svobody. Divadlo pod svým ředitelem uvádělo minimum tendenčních her.

### Manažer a tiskový mluvčí
Po ukončení práce v divadle nastoupil na pozici manažera Press-klubu Syndikátu jihočeských novinářů. V roce 1996 byl požádán primátorem města České Budějovice Miroslavem Benešem o znovu převzetí funkce ředitele Jihočeského divadle, které v té době bylo již zřizováno jako příspěvková organizace městem České Budějovice. Nabídku přijal s podmínkou na jeden rok, během kterého urovnal vztahy s městem, divadlu vrátil jeho pracovní rytmus a poslání, upravil mzdové ohodnocení, posílil rezervní fond a celkově ho dal do dobré finanční kondice. Poté, až do důchodu, působil v nově vznikající oblasti veřejných vztahů – Public Relations. Pracoval jako PR manažer velkého holdingu M.I.C.B., následně byl vedoucím tiskového oddělení Statutárního města České Budějovice. Po dobu několika sezón působil také v PR Mezinárodního hudebního festivalu Český Krumlov a v letech 2006 až 2013 svou profesní kariéru zakončil jako tiskový mluvčí českobudějovické nemocnice. Volný čas trávil s rodinou na chalupě u Velešína. Měl syna Ivana a vnoučata Denisu a Jakuba.

### Ocenění
- Vyznamenání Za zásluhy o polskou kulturu (uděleno ministrem kultury Polské republiky).